# Stalni arbitražni sud
Stalni arbitražni sud (eng. Permanent Court of Arbitration - PCA, fr. Cour permanente d'arbitrage ) je međunarodna organizacija sa sjedištem u Palači mira u Haagu, Nizozemska. PCA nije sud u tradicionalnom smislu, ali pruža usluge arbitražnog suda za rješavanje sporova koji proizlaze iz međunarodnih sporazuma između država članica, međunarodnih organizacija ili privatnih stranaka. Slučajevi obuhvaćaju niz pravnih pitanja koja uključuju teritorijalne i pomorske granice, suverenitet, ljudska prava, međunarodna ulaganja i međunarodnu i regionalnu trgovinu. Sporazum o suradnji sastoji se od dvije odvojene multilateralne konvencije s kombiniranim članstvom od 122 države. Organizacija nije agencija Ujedinjenih naroda, ali PCA je službeni promatrač Ujedinjenih naroda.

## Povijest
PCA je najstarija institucija za međunarodno rješavanje sporova. Osnovan je 1899. na prvoj Haaškoj mirovnoj konferenciji, a u svijetu je poznat i pod nazivom "Haaški tribunal". Osnivanje Stalnog arbitražnog suda je određeno člancima 20. do 29. Haaške konvencije iz 1899. radi rješavanja međunarodnih sporova. Na drugoj Haaškoj mirovnoj konferenciji ta je konvencija revidirana Konvencijom iz 1907. u čijem se Prvom dijelu govori o potrebi mirnog rješavanja međunarodnih sporova.

## Članstvo
Do sada je 111 država potpisalo jednu ili obje konvencije koje se odnose na osnivanje Stalnog arbitražnog suda.

## Organizacija
Stalni arbitražni sud nije "sud kojega uobičajeno razumijemo pod tim pojmom, nego je to administrativna organizacija s ciljem postojanja stalno spremnog i raspoloživog sredstva u svrhu međunarodne arbitraže i drugih sličnih postupaka, uključujući istražna povjerenstva i povjerenstva za mirenje." To je stalna okosnica za pomoć privremenim arbitražnim sudovima ili povjerenstvima.
Za razliku od Međunarodnog suda pravde, Stalni arbitražni sud nije namijenjen samo državama, nego i ostalim korisnicima. On pruža usluge rješavanja sporova koji uključuju razne kombinacije država, državnih subjekata, međuvladinih organizacija i privatnih subjekata, a rješava slučajeve koji proizlaze iz međunarodnih ugovora (uključujući bilateralne i multilateralne ugovore o ulaganjima) i drugih ugovora o kojima treba arbitrirati. Takvi slučajevi obuhvaćaju široki spektar pravnih problema, od sporova o kopnenim i morskim granicama, suvereniteta, ljudskih prava, sve do međunarodnih ulaganja i problema koji se odnose na međunarodnu i regionalnu trgovinu.
Javnost najčešće bolje upoznata s radom Međunarodnog suda pravde nego s radom Stalnog arbitražnog suda. To je dijelom zbog prirode slučajeva koje taj Sud rješava, a dijelom i stoga što je imao mali broj slučajeva za rješavanje od 1946. do 1990. Broj slučajeva od 1990. naovamo je povećan, ali javnost i dalje malo zna o njegovom radu.
Rasprave na Sudu su rijetko otvorene za javnost, a i odluke su ponekad povjerljive prirode zbog zahtjeva strana u sporu.
Mnoge odluke i dokumenti koji se na njih odnose mogu se naći na web stranici Suda.

## Slučajevi
Primjeri slučajeva prikazani su u nastavku:

### Međudržavni
```
  * Sjedinjene Države protiv Meksika (pobožni fond Kalifornije) (1902)
  * Francuska protiv Velike Britanije (slučaj Savarkar) (1911.)
  * Sjedinjene Države protiv Nizozemske (slučaj Island Palmas) (1928.)
  * Eritreja protiv Jemena (sukob s Hanskim otocima) (1999.)
  * Belgija protiv Nizozemske (slučaj Željezna Rajna)
[
5
]
 (2005)
  * Hrvatska protiv Slovenije (2017)
```

### Međudržavni: Prilog VII UNCLOS
```
  * Barbados protiv Trinidada i Tobaga (2006.)
  * Bangladeš protiv Indije
[
6
]
 (pomorska granica u Bengalu) (2014)
  * Mauricijus protiv Ujedinjenog Kraljevstva (zaštićeno morsko područje Chagos) (2015)
  * Filipini protiv Kine (2016)
  * Italija protiv Indije (slučaj Enrica Lexie) (u tijeku)
```

### Investitor-država
```
  * Hulley Enterprises Limited (Kipar), Yukos Universal Limited (
Otok Man
) i Veteran Petroleum Limited (
Kipar
) protiv     
Ruske Federacije
 (2015)
[
7
]
```

### Drugi
```
  * 
Sjedinjene Države
 protiv Irana (Iran-Sjedinjene tužbeni sud) početkom 80-ih, PCA je pomogao u osnivanju suda za potraživanja
[
8
]
 
  * Eritreja protiv Etiopije (Eritreja-Etiopska komisija za potraživanja) (2009) Komisija za potraživanja organizirana je putem PCA
  * Sudan protiv Sudanskog narodno-oslobodilačkog pokreta (Abyei Arbitration) (2009)
```

## Vanjske poveznice
- Web stranica Suda
- Haaški pravosudni portal